# Шмид, Хельга
Хе́льга Мари́я Шмид (нем. Helga Maria Schmid; род. 8 декабря 1960, Дахау, Бавария, ФРГ) — немецкий политик и дипломат, первая женщина на посту генерального секретаря ОБСЕ (2020—2024).
До назначения генсеком ОБСЕ занимала должность генерального секретаря в Европейской службе внешних связей (ЕСВС).

## Биография
Хельга Шмид родилась 8 декабря 1960 года в городе Дахау, Бавария. В 1980—1987 годах проходила обучение в Мюнхенском университете, где изучала романские языки, литературу и историю. В 1988—1990 году стажировалась Венской дипломатической академии, где изучала европейское право, экономику и международные отношения.
В 1990—1991 годах была ассистентом личного секретаря главы министерства иностранных дел Германии Ганса-Дитриха Геншера. В 1991—1994 годах работала в отделе по связям с общественностью и прессой в немецком посольстве в Вашингтоне. С 1994 по 1998 год была политической советницей министра иностранных дел Клауса Кинкеля, в 1998—2000 годах заняла тот же пост при главе МИД Йошке Фишере. С 2000 по 2003 год работала заместителем руководителя политического отдела Министерства иностранных дел Германии, а с 2003 по 2005 год заняла должность руководителя.
В 2006 году Шмид заняла должность руководителя отделом планирования политики и раннего предупреждения в Генеральном секретариате Совета Европейского союза в Брюсселе. После создания Европейской службы внешних связей (ЕСВС) в 2010 году, перешла на работу в ЕСВС, где возглавила переговоры с Ираном на тему ядерного вооружения. В 2016 году заняла должность генерального секретаря ЕСВС.
В сентябре 2020 года по рекомендации Хайко Мааса была выдвинута кандидатом на должность генерального секретаря Организации по безопасности и сотрудничеству в Европе (ОБСЕ). 4 декабря 2020 года была официально назначена на должность.

## Награды
- Офицер ордена «За заслуги перед Федеративной Республикой Германия» (2015)[3]
- Орден Креста земли Марии III класса (2021, Эстония)[11]